# Влада Душана Козића
Влада Душана Козића изабрана је 18. августа 1994. године на Палама у Српском Сарајеву. Била је то трећа Влада Републике Српске.

## Састав Владе
| Предсједник и потпредсједници Владе | Функција                                                              | Функција     |
| ----------------------------------- | --------------------------------------------------------------------- | ------------ |
| Душан Козић                         | Предсједник Владе                                                     |              |
| Министар                            | Министарство                                                          | Министарство |
| Милан Нинковић                      | Министарство одбране                                                  |              |
| Живко Ракић                         | Министарство унутрашњих послова                                       |              |
| Јово Росић                          | Министарство правосуђа и управе                                       |              |
| Алекса Буха                         | Министарство иностраних послова                                       |              |
| Ранко Пејић                         | Министарство финансија                                                |              |
| Недељко Лајић                       | Министарство саобраћаја и веза                                        |              |
| Љубомир Зуковић                     | Министарство образовања, науке и културе                              |              |
| Свето Ковачевић                     | Министарство трговине и снабдјевања                                   |              |
| Боро Босић                          | Министарство рударства и енергетике                                   |              |
| Боривоје Сендић                     | Министарство пољопривреде, шумарства и водопривреде                   |              |
| Драган Калинић,                     | Министарство здравља, рада и социјалне заштите                        |              |
| Мирослав Тохољ                      | Министарство информација                                              |              |
| Војислав Радишковић                 | Министарство за питања бораца и жртава рата                           |              |
| Радослав Брђанин                    | Министарство урбанизама, стамбено-комуналних послова и грађевинарства |              |
| Драган Давидовић                    | Министарство вјера                                                    |              |